# Hossein Rezazadeh
Hossein Rezazadeh (persisch حسین رضازاده; * 12. Mai 1978 in Ardabil) ist ein ehemaliger iranischer Gewichtheber, zweifacher Olympiasieger und Sportfunktionär.

## Karriere
Rezazadehs erster internationaler Auftritt waren die Juniorenweltmeisterschaften 1998 in Sofia, wo er im Alter von 21 Jahren mit einem Körpergewicht von 133,85 kg im Superschwergewicht über 105 kg startete. Nach 170,0 kg im Reißen, welche den sechsten Platz bedeuteten, scheiterte er daran im Stoßen einen gültigen Versuch einzubringen und blieb im Zweikampf somit unplatziert. Bei den Asienspielen im selben Jahr erreichte er mit 415,0 kg (187,5/227,5 kg) im Zweikampf den dritten Platz.
Bereits ein Jahr später konnte er bei seinen ersten Seniorenweltmeisterschaften 447,5 kg (206,0/242,5 kg) erzielen, welche ihn hinter Andrei Tschemerkin mit 457,5 kg und Jaber Saeed Salem mit 455,0 kg platzierten. Nach der Umstrukturierung der Gewichtsklassen und der damit verbundenen Löschung der bestehenden Weltrekorde hob Rezazadeh somit im Reißen neuen Weltrekord. Mit dieser Leistung zählte er bei den Olympischen Spielen 2000 in Sydney zum engeren Favoritenkreis und mit einer Steigerung auf 472,5 kg (212,5/260,0 kg), welche einen neuen Weltrekord im Reißen sowie im Zweikampf darstellte, gewann er seine erste olympische Goldmedaille. Zweiter wurde Ronny Weller mit 467,5 kg vor Tschemerkin mit 462,5 kg.
2002 entschied Rezazadeh ohne ernsthafte Konkurrenz die Asienspiele in Busan für sich und scheiterte hier noch an einem neuen Weltrekordversuch von 263,0 kg im Stoßen. Diesen konnte er jedoch bei der WM in Warschau verwirklichen. Hier stellte er seine Bestleistung ein und erzielte erneut 472,5 kg (210,0/263,0 kg) und gewann damit vor Damjan Damjanow mit 450,0 kg und Artem Udachin mit 440,0 kg.
Bei den Asienmeisterschaften 2003 in Qinhuangdao konnte Rezazadeh seinen eigenen Weltrekord im Reißen auf 213,0 kg verbessern. Diesen versuchte er bereits vier Monate später bei den Weltmeisterschaften in Vancouver ein weiteres Mal zu überbieten. Nach 207,5 kg im Zweitversuch scheiterte er an 213,5 kg. Im Stoßen eröffnete Rezazadeh mit 250,0 kg, die ihm sofort den Titel im Stoßen und auch im Zweikampf brachten. Im Zweitversuch des Stoßens ließ er 263,5 kg auflegen, an denen er allerdings hier noch scheiterte. Mit den so erzielten 457,5 kg (207,5/250,0 kg) platzierte er sich vor Welitschko Tscholakow mit 447,5 kg und Viktors Ščerbatihs mit 445,0 kg.
Mit inzwischen 162,95 kg Wettkampfgewicht und den Leistungen aus den Vorjahren trat Rezazadeh als klarer Titelfavorit zu den Olympischen Spielen 2004 in Athen an. Diese Einschätzung konnte er mit 472,5 kg (210,0/263,5 kg) im Zweikampf und einem neuen Weltrekord im Stoßen von 263,5 kg souverän bestätigen. Zweiter wurde Ščerbatihs mit 455,0 kg vor Tscholakow mit 447,5 kg.
Im darauffolgenden Jahr konnte er mit 460,0 kg (200,0/260,0 kg) und 461,0 kg (210,0/251,0 kg) sowohl die Asienmeisterschaften in Dubai als auch die Weltmeisterschaften in Doha gewinnen. Lediglich im Reißen musste er seinen WM-Titel an Jewgeni Tschigischew abtreten, der 211,0 kg riss. Im Zweitversuch des Stoßens versuchte sich Rezazadeh an 263,0 kg, welche mit den 210,0 kg im Reißen nach Einführung der 1-Kilogramm-Regel einen neuen Weltrekord im Zweikampf bedeutet hätten.
2006 nahm Rezazadeh das letzte Mal an internationalen Wettkämpfen teil. Hier konnte er mit einer Leistung von 448,0 kg (202,0/246,0 kg) bzw. 425,0 kg (195,0/230,0 kg) noch einmal die WM in Santo Domingo sowie die Asienspiele in Doha gewinnen.
Im Jahr 2007 erlitt Rezazadeh bei einem Autounfall eine Knieverletzung. Kurz vor den Olympischen Spielen in Peking gab Rezazadeh bekannt, aufgrund von Trainingsrückstand nicht teilzunehmen. Ebenso trat er vom aktiven Gewichtheben zurück und war darauf für einige Zeit Cheftrainer der Gewichthebernationalmannschaft des Irans. Seit Februar 2011 ist Rezazadeh neuer Präsident des iranischen Gewichtheberverbandes.

## Sonstiges
- Rezazadeh ist verheiratet und hat einen Sohn Abolfazl. Seine Hochzeit 2003 wurde im iranischen Fernsehen übertragen.[5]
- Sowohl der griechische als auch der türkische Verband boten Rezezadeh hohe Summen, sollte er die Staatsangehörigkeit wechseln.[6]
- In seiner Heimatstadt Ardabil wurde 2006 das nach ihm benannte Rezazadeh Stadion erbaut.[7]
- Rezazadehs Spitzname lautet Der iranische Herkules.[8]

## Persönliche Bestleistungen
- Reißen: 213,0 kg in der Klasse über 105 kg bei den Asienmeisterschaften 2003 in Qinhuangdao
- Stoßen: 263,5 kg in der Klasse über 105 kg bei den Olympischen Spielen 2004 in Athen
- Zweikampf: 472,5 kg (212,5/260,0 kg) in der Klasse über 105 kg bei den Olympischen Spielen 2000 in Sydney